# Coupe Tagblatt
La Coupe Tagblatt (en allemand : Tagblatt-Pokal) est la première compétition disputée en Autriche dans un format de championnat. Fondée par le Neues Wiener Tagblatt (de), elle ne concerne que les clubs de la ville de Vienne. Néanmoins, malgré l'existence de la Challenge Cup, ouverte à tous les clubs d'Autriche-Hongrie, la Tagblatt Pokal est considérée comme le prédécesseur du Championnat d'Autriche de football. Le trophée est décerné de manière définitive au Wiener AC en 1903 qui l'a remportée trois fois.

## Palmarès
| Saison    | Champion  | Vice-champion                    |
| --------- | --------- | -------------------------------- |
| 1900-1901 | Wiener AC | Vienna Cricket and Football-Club |
| 1901-1902 | Wiener AC | First Vienna FC 1894             |
| 1902-1903 | Wiener AC | First Vienna FC 1894             |